# Promenada Mall (București)
Promenada Mall București este un centru comercial din România.
A fost dezvoltat de fondul de investiții Raiffeisen Evolution
și a fost inaugurat pe 17 octombrie 2013, după o investiție de 130 milioane de euro.
Promenada este primul mall din București deschis după criza financiară din 2007-2009, construcția a început la data de ianuarie 2012 și a durat 22 de luni.
În centrul comercial sunt prezente firmele Flanco, Carrefour Market,CCC,Help Net,Hervis,Burger King, Zara,Samsung, H&M,Altex,KFC,Intersport,Deichmann,Mc Donald's, C&A și Peek & Cloppenburg.
Promenada Mall, București a câștigat premiul I la categoria „Soluții mixte” la Prima ediție a premiilor Rigips Trophy România. 
În noiembrie 2013, centrul comercial a fost cumpărat de fondul de investiții NEPI.

## Facilități
Promenada Mall deține peste 1.300 de locuri de parcare, 150 de locuri pentru biciclete.
Centrul comercial este structurat pe șase niveluri – două etaje de parcare subterană, un prim nivel de magazine care este de asemenea poziționat la subsol, precum și alte trei etaje supraterane – ultimul fiind destinat în special zonei de restaurante și cafenele.
Suprafața terasei de pe acoperiș este de 7.000 mp.
Este situat în partea de nord a orașului, în sectorul 1, fiind numit și „mallul corporatiștilor” datorită locației între numeroase clădiri de birouri ale unor multinaționale.